# Красна (Горж)
Красна (рум. Crasna) — село у повіті Горж в Румунії. Адміністративний центр комуни Красна.
Село розташоване на відстані 219 км на північний захід від Бухареста, 25 км на північний схід від Тиргу-Жіу, 97 км на північ від Крайови.

## Населення
За даними перепису населення 2002 року у селі проживали 810 осіб, усі — румуни. Усі жителі села рідною мовою назвали румунську.